# Matrikas

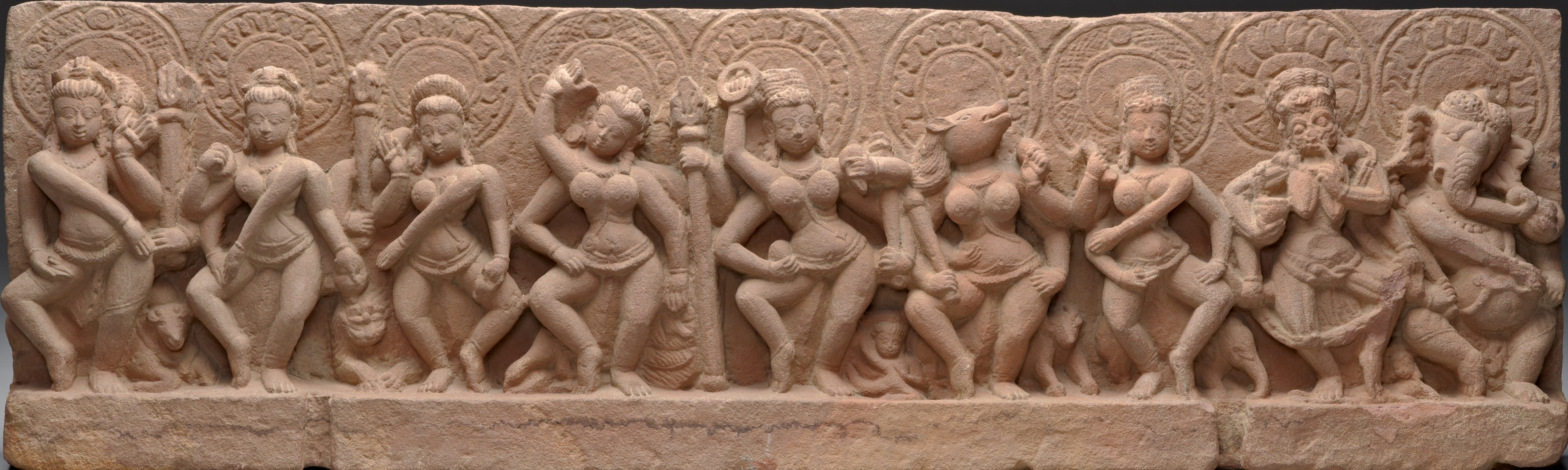
Matrikas

Matrikas är inom hinduismen en grupp modergudinnor (ofta men inte alltid sju till antalet) som betraktas som varje manlig guds (Devas) kvinnliga aspekt, maka och personifierade makt (Shakti). De är enligt shaktismen delar av den enda gudinnan Devi (Adi Parashakti). 
De olika Matrikas: 
1. Brahmani, Brahmas kvinnliga aspekt
2. Vaishnavi, Vishnus kvinnliga aspekt
3. Maheshvari, Shivas kvinnliga aspekt
4. Indrani, Indras kvinnliga aspekt
5. Kaumari, Skandas kvinnliga aspekt
6. Varahi, Varahas kvinnliga aspekt
7. Chamunda
8. Narasimhi
9. Vinayaki